# Sechiopsis diptera
Sechiopsis diptera är en gurkväxtart som beskrevs av D.M. Kearns. Sechiopsis diptera ingår i släktet Sechiopsis och familjen gurkväxter. Inga underarter finns listade i Catalogue of Life.